# اینیا (شهرک)
اینیا (به لاتین: Inya) یک منطقهٔ مسکونی در روسیه است که در جمهوری آلتای واقع شده‌است.